# Shin Kyung-sook
Shin Kyung-sook  (en hangeul : 신경숙) est une écrivaine sud-coréenne, née le 12 janvier 1963 à Jeongeup.

## Biographie
Shin Kyung-sook naît en 1963 dans une région rurale de Corée du Sud. Elle se passionne pour la littérature et rêve d'en faire son métier. En 1978, sa mère l'accompagne à Séoul. La jeune fille vit chez l'un de ses frères et travaille dans une usine durant la journée. Le soir, elle poursuit ses études secondaires. Elle est admise à l'université et choisit l'écriture créative comme matière principale. Après avoir terminé ses études, elle fait ses débuts de romancière tout en faisant des petits boulots. Depuis 1993, elle se consacre entièrement à l'écriture.
Elle a publié à un rythme très régulier une dizaine de romans et des recueils de nouvelles qui lui ont valu les prix littéraires les plus prestigieux.
Œttanbang, paru en 1995, est traduit en français sous le titre La chambre solitaire. En 2009, le prix de l'Inaperçu « étranger » lui est attribué. Son roman Prends soin de maman (Eommareul butakhae), publié en 2008, est un succès d'édition en Corée du Sud, où 2 millions d'exemplaires ont été vendus ; il est traduit dans 24 langues et a atteint la 21e place de la New York Times Best Seller list en 2011. L'année suivante, le Man Asian Literary Prize (en) lui est attribué : elle est le premier auteur de Corée du Sud et la première femme à recevoir ce prix littéraire. En 2013, elle reçoit le Prix Ho-am (section Arts) .

## Prix littéraires
- Prix de la littérature du XXIe siècle
- Prix de littérature contemporaine (Hyundae Munhak) (1995)[4]
- Prix littéraire Manhae (1996)[5]
- Prix littéraire Dong-in (1997)[5]
- Prix littéraire Yi Sang (2001) pour Buseoksa[5]
- Prix littéraire Oh Young-su (2006)
- Prix de l'Inaperçu (2009)
- Prix des Arts et de la Culture de Corée (2011)
- Prix littéraire Man Asia (2012)[5]
- Prix littéraire Marque de Respect (2012)
- Prix du Club des journalistes au service des affaires étrangères de Séoul - Section littéraire (2012)
- Prix Hoam - Récompense littéraire (2013)

## Romans de Shin Kyung-sook traduits en français
- La Chambre solitaire, éd. Philippe Picquier, traduction par Jeong-Eun Jin et Jacques Batilliot (2010) [titre original : 외딴방 (1995)]
- Li Chin, éd. Philippe Picquier, traduction par Jeong-Eun Jin et Jacques Batilliot (2010) [titre original : 리진 (2007)]
- Prends soin de maman, OH Éditions, traduction par Jeong-Eun Jin et Jacques Batilliot (2011) [titre original : 엄마를 부탁해 (2009)]